# Jorge Saravia
Jorge Saravia est sénateur uruguayen, élu en octobre 2009 sur la liste 609 du Mouvement de participation populaire (MPP), première force politique de la coalition de gauche du Front large. En 2006, il a intégré le MLN-T et le MPP, et dirige aussi le courant Participación Masoller, qui fait partie de l'Espace 609 formé par le MPP.
Arrière-petit-fils du caudillo légendaire Aparicio Saravia, Jorge Saravia était, comme son aïeul, membre du Parti blanco, mais s'en sépara en 2002, avec un groupe appelé la « Colonne blanche » (qui comprenait aussi Jorge Coronel, Manuel Singlet, Rubén Martínez Huelmo, etc.), qui décida de rejoindre le MPP, formé autour du Mouvement de libération nationale - Tupamaros (MLN-T) . Élu sénateur en 2004, il fut réélu en 2009 sur la liste 609.